# Sheberghan
Sheberghan (persană شبرغان‎‎) este un oraș din Afganistan.